# Vohiboreka
Vohiboreka is een plaats en commune in Madagaskar, behorend tot het district Vondrozo. Tijdens de laatste volkstelling (2001) telde de plaats 4.088 inwoners. 
De plaats biedt alleen lager onderwijs. 99,5% van de inwoners werkt in de landbouw, de belangrijkste landbouwproducten zijn koffie en cassave; andere belangrijke producten zijn suikerriet en rijst. In de dienstensector werkt 0,5% van de inwoners. 